# Caroline Bonde Holm
Caroline Bonde Holm (født 19. juli 1990 i Hørsholm) er en dansk atlet, der primært konkurrerer i stangspring. I denne disciplin har hun den danske rekord både indendørs (4,43 m), sat i 2014, og udendørs (4,55 m), sat i 2022. Hun deltog i stangspring ved OL 2012 i London

## Karriere
Caroline Bonde Holm er medlem af Sparta Atletik. Hun vandt bronze i stangspring ved EM-23 2008 med et spring på 4,10 m, samme højde som sølvvinderen Jekaterina Kolesova fra Rusland. I vinteren 2010 satte hun i Clermont-Aubiere dansk rekord indendørs med 4,33 m og klarede dermed A-kravet til EM i Barcelona, hvor hun med 4,15 m dog ikke nåede finalen. Hun forbedrede i 2011 den danske rekord indendørs med 4,40 i indkøbsarkaden Stern Center Drewitz i Potsdam og 17. februar 2012 endnu engang til 4,42 m ved samme stævne som året forinden. Denne rekord gav endvidere kvalifikation til OL, og udtagelsen blev bekræftet i begyndelsen af juli.
Ved VM i Daegu 2011 sluttede hun med 4,25 m på en delt 25. plads ud af 33 springere. Hun vandt indendørs-DM med et sprang på 4,25 m, hvilket gav udtagelse til indendørs-VM i Istanbul. VM-kravet på 4,52 m klarede hun ganske vist ikke, men efter sin danske rekord i Potsdam blev hun belønnet med et wildcard.
Kort før OL 2012 lykkedes det for Bonde at sætte ny dansk rekord, da hun sprang 4,36 m ved et stævne i Cardiff, Wales. Den hidtidige rekord tilhørte Marie Bagger Bohn og blev sat ved OL 2000 i Sydney. Hendes deltagelse ved OL blev en skuffelse, da hun ikke kom over den indledende højde.
I 2014 forbedrede hun sin danske rekord til 4,43 m indendørs.
I 2017 brækkede hun en fod, hvilket sammen med en graviditet og fødsel medførte en lang pause og arbejde ned at komme tilbage på toppen.
Caroline Bonde Holm trænes af Thor Aarøe Mørck.

## Internationale ungdomsmesterskaber
- 2011 VM Stangspring 25. plads 4,25
- 2010 EM Stangspring kvalifikation 4,15
- 2009 EM Stangspring inde 17. plads 4,05

### Internationale ungdomsmesterskaber
- 2009 EM-23 Stangspring  Bronze 4,15
- 2008 JVM Stangspring kvalifikation 3,65
- 2007 U20-NM 100 meter hæk 8. plads 15,09w
- 2007 U20-NM Stangspring 5.plads 3,46
- 2007 UVM Stangspring 20. plads 3,50

## Danske mesterskaber
- Guld 2012 Stangspring-inde 4,25
- Sølv 2011 Stangspring-inde 4,25
- Guld 2010 Stangspring-inde 4,05
- Guld 2009 Stangspring 4,05
- Bronze 2009 100 meter hæk 15,23 (+0.0)
- Bronze 2009 Stangspring-inde 4,15
- Sølv 2008 Syvkamp 4315 p
- Guld 2008 Femkamp-inde 3317 p
- Sølv 2007 100 meter hæk 15,21
- Bronze 2007 Stangspring 3,75
- Bronze 2007 Stangspring-inde 3,50

## Danske rekorder

### Udendørs
- 4,36 Cardiff (Wales) 18. juli 2012

### Indendørs
- 4,42 Potsdam (Tyskland) 17. februar 2012
- 4,40 Potsdam (Tyskland) 18. februar 2011
- 4,33 Clermont-Aubiere (Frankrig) 7. marts 2010
- 4,27 Stokke (Norge) 31. januar 2010

## Personlige rekorder
- Stangspring, ude: 4,36 m
- Stangspring, inde: 4,43 m (2014)
- 100 meter hæk: 15,23 (+0.0) (Odense Atletikstadion 30. august 2009)